# Соханівський Михайло
Михайло Соханівський (13 червня 1915, Жизномир, нині Чортківського району Тернопільської області, Україна — 1999, Канада[джерело?]) — український актор, співак хору і диригент.

## Життєпис
Народився в селі Жизномир на Бучаччині.
Дебютував у Львівському театрі «Богема» Петра Сороки 1936 року, згодом працював у театрі ім. М. Садовського (керівник Панас Карабіневич).
У радянські роки працював в обласному театрі ім. І. Франка в Бережанах.
В еміграції працював у Національному театрі під проводом Ганни Совачевої в Зальцбургу (Австрія).
1949-го переїхав до Канади в Едмонтон, де продовжив діяльність актора й диригента. Очолював там драматичний гурток Спілки української молоді.
Побував на рідній землі як співак хору Дмитра Котка.
Був одружений з відомою актрисою Марією Слюзарівною.

## Ролі
Зіграв понад п'ятдесят ролей, зокрема:
- Молодецький («Король стрільців» Івана Керницького)
- Дмитро («Ой не ходи, Грицю» Михайла Старицького)
- Микола («Наталка Полтавка» Миколи Лисенка)
- Антін («Пошились у дурні» Марка Кропивницького)
- Писар («Запорізький скарб» Костянтина Ванченка-Писанецького)
- Іван («Суєта» Івана Карпенка-Карого)
- Диментій («Чия дитина?» Івана Тогобочного)
- Ігумен («Ой зійшла зоря» Івана Тогобочного)
- Серьога («Борці за мрії» Івана Тогобочного)
- Єврей-шинкар («Хмара» Володимира Суходольського)
- Слідчий Кацельсон («Тріумф прокурора Дальського» Костя Гупала)
- Мусій («Степовий гість» Бориса Грінченка)